# Meridiano 143 W
O meridiano 143 W é um meridiano que, partindo do Polo Norte, atravessa o Oceano Ártico, América do Norte, Oceano Pacífico, Oceano Antártico, Antártida e chega ao Polo Sul. Forma um círculo máximo com o Meridiano 37 E.
Começando no Polo Norte, o meridiano 143º Oeste tem os seguintes cruzamentos:
| País, território ou mar | Notas |
| ----------------------- | --- |
| Oceano Ártico           | |
| Mar de Beaufort         | |
| Estados Unidos          | Alasca |
| Oceano Pacífico         | Passa a leste do atol Taenga, Polinésia Francesa · Passa a oeste do atol Nihiru, Polinésia Francesa · Passa a leste do atol Marutea do Norte, Polinésia Francesa · Passa a leste do atol Reitoru, Polinésia Francesa · Passa a leste do atol Nukutepipi, Polinésia Francesa |
| Oceano Antártico        | |
| Antártida               | Território não reivindicado |